# Corsetdiertjes
Corsetdiertjes (Loricifera) is een stam van zeer kleine ongewervelde zeediertjes. Ze komen algemeen voor in modderige of zanderige zee- of rivierbodems op alle diepten. Ze voeden zich voornamelijk met kleine bacteriën en diatomeeën.
De naam is afgeleid van het Latijnse lorica (corset) en ferre (dragen). Letterlijk betekent de naam Loricifera dus "corsetdrager", wat verwijst naar het exoskelet dat als een strak omhulsel rond het dier zit. Dit omhulsel beschermt de zachtere delen, zoals de kop en het darmstelsel.

## Kenmerken
- Acoelomaat
- Excretiestelsel: Protonephridia
- Volledig spijsverteringsstelsel.
- Sessiel.
- Kosmopoliet.
- Grootte: 100 µm tot 1 mm.
- Seksuele voortplanting, maar kunnen ook aan parthenogenese (maagdelijke voortplanting) doen.

## Taxonomie
- Stam: Loricifera
  - Orde Nanaloricida
    - Familie Nanaloricidae
      - Geslacht Nanaloricus
      - Geslacht Armorloricus
      - Geslacht Australoricus
      - Geslacht Culexiregiloricus
      - Geslacht Nanaloricus
      - Geslacht Phoeniciloricus
      - Geslacht Spinoloricus

    - Familie Pliciloricidae
      - Geslacht Pliciloricus
      - Geslacht Rugiloricus
      - Geslacht Titaniloricus

    - Familie Urnaloricidae
      - Geslacht Urnaloricus